# Acomys cilicicus
Acomys cilicicus is een knaagdier uit het geslacht der stekelmuizen (Acomys) dat voorkomt in Turkije. A. cilicicus is uitsluitend bekend van de typelocatie, 17 km ten oosten van Silifke in de provincie Mersin. Deze soort behoort tot het ondergeslacht Acomys en is daarbinnen verwant aan de Egyptische stekelmuis (A. cahirinus). Karyotypisch is A. cilicus vrijwel identiek aan de Egyptische stekelmuis en ook aan A. nesiotes uit Cyprus, maar morfologisch zijn er aanzienlijke verschillen.
Acomys: Acomys airensis · Egyptische stekelmuis (Acomys cahirinus) · Acomys chudeaui · Acomys cilicicus · Acomys cineraceus · Sinaïstekelmuis (Acomys dimidiatus) · Acomys ignitus · Acomys johannis · Acomys kempi · Kretenzische stekelmuis (Acomys minous) · Acomys mullah · Acomys nesiotes · Acomys percivali · Gouden stekelmuis (Acomys russatus) · Acomys seurati · Acomys spinosissimus · Acomys wilsoni

Peracomys: Acomys louisae

Subacomys: Acomys subspinosus